# Lykon von Skarpheia
Lykon aus Skarpheia (Λύκων Σκαρφεύς), einer Stadt in der östlichen Lokris, war ein griechischer Komödienschauspieler des 4. Jahrhunderts v. Chr. Zwei Siege bei den attischen Lenäen um die Mitte des Jahrhunderts sind inschriftlich dokumentiert. Er erfreute sich der besonderen Wertschätzung Alexanders des Großen, dem er nach Asien folgte. Vielleicht gehörte er zu der Gruppe der „angesehensten Künstler Griechenlands“, die 332 v. Chr. nach Memphis kamen, wo nach der Besetzung Ägyptens im Kontext der Apis-Feier sportliche und musische Wettkämpfe stattfanden. Bezeugt ist Lykons Teilnahme an dem szenischen Agon, den Alexander im Jahre 331 v. Chr. bei seinem zweiten Aufenthalt in Tyros veranstaltete, als Haupt einer Schauspielergruppe. Plutarch berichtet zu dieser Gelegenheit die Anekdote, wie der gefeierte Lykon während der Aufführung einen Bettelvers improvisiert und Alexander amüsiert die geforderte beträchtliche Summe von 10 Talenten gezahlt haben soll. Bezeugt ist auch sein Auftritt bei der Hochzeit von Susa im Jahre 324 v. Chr., über die Chares von Mytilene berichtet. Ein lobendes Gedicht des Epigrammatikers Phalaikos (Anth. Pal. 13,6) ist wahrscheinlich auf ihn zu beziehen. Der von Meineke zuerst hergestellte Bezug einer Komödie Lykon des Antiphanes auf diesen Schauspieler ist hingegen umstritten.
Noch rund 250 Jahre später rühmt ihn Philodem von Gadara in seiner Rhetorik als „das Ein und Alles der Komödie“ (τὸ πᾶν ἐν κωμῳδίᾳ) und stellt ihn den berühmtesten attischen Tragödienschauspielern klassischer Zeit Kallipides und Nikostratos an die Seite. Die Grundlage dieser Einschätzung hat man jedoch neuerdings kritisch hinterfragt.